# Pegesimallus oralis
Pegesimallus oralis là một loài ruồi trong họ Asilidae. Pegesimallus oralis được Wulp miêu tả năm 1884.